# Изяк-Никитино (Шарлыкский район)
Изяк-Никитино — село в Шарлыкском районе Оренбургской области в составе Путятинского сельсовета. 

## География
Находится на расстоянии примерно 30 километров на север-северо-восток от районного центра села  Шарлык.

## История
Название села происходит от фамилии первопоселенца и названия местной речки Изяк. Ранее называлось Кальдаево (Калинник).

## Население
Население составляло 141 человек в 2002 году (русские 91%),  94 по переписи 2010 года.